# Sychaeus
Sychaeus was de echtgenoot van koningin Dido van Tyrus.
De broeder van deze, Pygmalion, de koning van Tyrus, doodde hem, om zich van zijn schatten meester te kunnen maken, doch deze werden op een verborgen plaats bewaard, welke de schim van Sychaeus aan Dido bekendmaakte, er tevens het bevel bijvoegend, dat zij haar vaderland moest ontvluchten. Dido trok, aan dit bevel gehoorzaam, naar Afrika en stichtte daar Carthago. Na haar dood werd Dido met hem herenigd in het dodenrijk. 